# Maserati Kubang
Maserati Kubang – koncepcyjny model SUV-a marki Maserati, zaprezentowany po raz pierwszy na targach we Frankfurcie w 2011 roku.

## Historia
Pierwszy koncept SUV-a Maserati powstał w roku 2003 jako Kubang Concept Car i zaprezentowano go w Detroit  w tym samym roku. Był w porównaniu do aktualnego projektu nieco bardziej opływowy. Ponieważ nie przyjął się zbyt dobrze, projekt zarzucono, jednakże po kilku latach zaprezentowano podczas targów we Frankfurcie nowy model o designie podobnym do sprzedawanych wówczas samochodów Maserati. Pojazd zaprojektowano jako konkurencję dla Range Rovera i Bentleya EXP 9 F.